# Seymour Robbie
Pour les articles homonymes, voir Robbie.
Seymour Robbie est un réalisateur américain né le 25 août 1919 à New York (État de New York, États-Unis), décédé le 17 juin 2004 à Beverly Hills.

## Filmographie
- 1951 : Down You Go (série télévisée)
- 1955 : The $64,000 Question (série télévisée)
- 1958 : Bid 'n' Buy (série télévisée)
- 1961 : The Jackie Gleason Show (série télévisée)
- 1962 : Le Virginien (The Virginian) (série télévisée)
- 1962 : Jackie Gleason and His American Scene Magazine (série télévisée)
- 1963 : The Farmer's Daughter (série télévisée)
- 1963 : L'Homme à la Rolls (Burke's Law) (série télévisée)
- 1964 : The Celebrity Game (série télévisée)
- 1964 : Ma sorcière bien-aimée (Bewitched) (série télévisée)
- 1965 : Perdus dans l'espace (Lost in Space) (série télévisée)
- 1965 : O.K. Crackerby! (en) (série télévisée)
- 1965 : Honey West (série télévisée)
- 1965 : Sur la piste du crime (The F.B.I.) (série télévisée)
- 1966 : Brigade criminelle (Felony Squad) (série télévisée)
- 1967 : The Family Game (série télévisée)
- 1968 : Opération vol (It Takes a Thief) (série télévisée)
- 1968 : The Mystery of Edward Sims (TV)
- 1968 : Les Règles du jeu (The Name of the Game) (série télévisée)
- 1968 : Hawaï police d'État (Hawaii Five-O) (série télévisée)
- 1970 : Dan August (série télévisée)
- 1970 : C.C. and Company
- 1971 : Cannon (Cannon) (série télévisée)
- 1973 : Barnaby Jones (série télévisée)
- 1973 : Police Story (série télévisée)
- 1973 : Kojak (Kojak) (série télévisée)
- 1973 : Marco
- 1975 : Ellery Queen, à plume et à sang (Ellery Queen) (série télévisée)
- 1976 : Fury of the Dragon
- 1976 : Wonder Woman (Wonder Woman) (série télévisée)
- 1977 : The Andros Targets (série télévisée)
- 1977 : Big Hawaii (série télévisée)
- 1977 : The Best of Families (feuilleton TV)
- 1978 : The Paper Chase (en) (série télévisée)
- 1979 : Madame Columbo (Mrs. Columbo) (série télévisée)
- 1979 : Pour l'amour du risque (Hart to Hart) (série télévisée)
- 1980 : Hagen (série télévisée)
- 1984 : Arabesque (réalisation de plusieurs épisodes à partir de 1984) (série TV)
- 1986 : Mr. Gun (Sledge Hammer!) (série télévisée)